# Столпня-2
Столпня-2 (бел. Стоўпня-2) — деревня в Белоболотском сельсовете Речицкого района Гомельской области Белоруссии.
На юге граничит с лесом.

## География

### Расположение
В 36 км на северо-восток от Речицы, 12 км от железнодорожной станции Сенозавод (на линии Гомель — Калинковичи), 52 км от Гомеля.

## Транспортная сеть
Транспортные связи по просёлочной, затем автомобильной дороге Калинковичи — Гомель. Планировка состоит из короткой прямолинейной улицы, ориентированной с юго-запада на северо-восток. Жилые дома деревянные, усадебного типа.

## История
По письменным источникам известна с XIX века как селение в Чеботовичской волости Гомельского уезда Могилёвской губернии. Согласно переписи 1897 года хутор Столпня (он же Халимоновка).
В 1926 году в Уваровичском районе Гомельского округа. В 1931 году организован колхоз. 8 жителей погибли на фронтах Великой Отечественной войны. Согласно переписи 1959 года в составе совхоза «Речица» (центр — деревня Белое Болото).

## Население

### Численность
- 2004 год — 4 хозяйства, 6 жителей.

### Динамика
- 1897 год — 5 дворов, 24 жителя (согласно переписи).
- 1909 год — 50 жителей.
- 1926 год — 11 дворов 67 жителей.
- 1959 год — 53 жителя (согласно переписи).
- 2004 год — 4 хозяйства, 6 жителей.